# Branimir Kalaica
Branimir Kalaica (Zagabria, 1º giugno 1998) è un calciatore croato, difensore dell'Astana.

## Caratteristiche tecniche
È un difensore centrale.

## Carriera

### Club
Cresciuto nel settore giovanile della Dinamo Zagabria, nel 2016 si è trasferito al Benfica a parametro zero. Ha esordito con il club portoghese il 20 maggio 2017 disputando l'incontro di Primeira Liga pareggiato 2-2 contro il Boavista grazie ad una sua rete nei minuti di recupero.
Nel 2023 va a giocare nella prima divisione croata con la Lokomotiva Zagabria.

### Nazionale
Debutta con la Croazia Under-21 il 25 marzo 2021 segnando la rete del 2 a 2 finale nell'amichevole contro l'rappresentativa italiana.
Convocato con i Mali Vatreni per l'Euro 2019 di categoria, esordisce il 24 giugno 2019 giocando tutti e 90 i minuti contro l'Inghilterra.

## Statistiche

### Cronologia presenze e reti in nazionale
| Cronologia completa delle presenze e delle reti in nazionale ― Croazia under 21 | Cronologia completa delle presenze e delle reti in nazionale ― Croazia under 21 | Cronologia completa delle presenze e delle reti in nazionale ― Croazia under 21 | Cronologia completa delle presenze e delle reti in nazionale ― Croazia under 21 | Cronologia completa delle presenze e delle reti in nazionale ― Croazia under 21 | Cronologia completa delle presenze e delle reti in nazionale ― Croazia under 21 | Cronologia completa delle presenze e delle reti in nazionale ― Croazia under 21 | Cronologia completa delle presenze e delle reti in nazionale ― Croazia under 21 |
| Data                                                                            | Città                                                                           | In casa                                                                         | Risultato                                                                       | Ospiti                                                                          | Competizione                                                                    | Reti                                                                            | Note                                                                            |
| ------------------------------------------------------------------------------- | ------------------------------------------------------------------------------- | ------------------------------------------------------------------------------- | ------------------------------------------------------------------------------- | ------------------------------------------------------------------------------- | ------------------------------------------------------------------------------- | ------------------------------------------------------------------------------- | ------------------------------------------------------------------------------- |
| 25-3-2019                                                                       | Frosinone                                                                       | Italia under 21                                                                 | 2 – 2                                                                           | Croazia under 21                                                                | Amichevole                                                                      | 1                                                                               |                                                                                 |
| 12-6-2019                                                                       | Pola                                                                            | Croazia under 21                                                                | 1 – 0                                                                           | Danimarca under 21                                                              | Amichevole                                                                      | -                                                                               |                                                                                 |
| 24-6-2019                                                                       | Serravalle                                                                      | Croazia under 21                                                                | 3 – 3                                                                           | Inghilterra under 21                                                            | Europeo Under-21 2019 - 1º turno                                                | -                                                                               |                                                                                 |
| 5-9-2019                                                                        | Velika Gorica                                                                   | Croazia under 21                                                                | 3 – 0                                                                           | Emirati Arabi Uniti under 21                                                    | Amichevole                                                                      | -                                                                               | 69’                                                                             |
| 10-9-2019                                                                       | Sebenico                                                                        | Croazia under 21                                                                | 1 – 2                                                                           | Scozia under 21                                                                 | Qual. Europeo Under-21 2021                                                     | -                                                                               | 83’                                                                             |
| 11-10-2019                                                                      | Zalaegerszeg                                                                    | Ungheria under 21                                                               | 1 – 4                                                                           | Croazia under 21                                                                | Amichevole                                                                      | -                                                                               | 46’                                                                             |
| 14-10-2019                                                                      | Serravalle                                                                      | San Marino under 21                                                             | 0 – 7                                                                           | Croazia under 21                                                                | Qual. Europeo Under-21 2021                                                     | -                                                                               |                                                                                 |
| 14-11-2019                                                                      | Vilnius                                                                         | Lituania under 21                                                               | 1 – 3                                                                           | Croazia under 21                                                                | Qual. Europeo Under-21 2021                                                     | -                                                                               |                                                                                 |
| 18-11-2019                                                                      | Velika Gorica                                                                   | Croazia under 21                                                                | 1 – 2                                                                           | Rep. Ceca under 21                                                              | Qual. Europeo Under-21 2021                                                     | -                                                                               |                                                                                 |
| Totale                                                                          |                                                                                 | Presenze                                                                        | 9                                                                               |                                                                                 | Reti                                                                            | 1                                                                               |                                                                                 |

## Palmarès

### Club

#### Competizioni giovanili
- Juniorsko prvenstvo Hrvatske u nogometu: 1

Dinamo Zagabria: 2015-2016

#### Competizioni nazionali
- Campionato portoghese: 1

Benfica: 2016-2017
- Liga Kubogy: 1

Astana: 2024